# غراميات شارع الأعشى
غراميات شارع الأعشى رواية للروائية السعودية بدرية البشر. صدرت الرواية لأوّل مرة عام 2013 عن دار الساقي في لندن. ودخلت في القائمة الطويلة للجائزة العالمية للرواية العربية لعام 2014، المعروفة باسم «جائزة بوكر العربية».

## حول الرواية
تروي الكاتبة السعودية «بدرية البشر» في هذه الرواية “قصه حقيقه " عن حكاية ثلاث بطلات يبحثن عن حريتهن، «عزيزة» الباحثة عن حريتها في الحب فتقلد سعاد حسني، وتقع في حب الطبيب المصري لأنه يتحدث بلهجة أفلام الأسود والأبيض وتفكر أن تفر مثلما فعلت تحية كاريوكا وتغير قدرها. و«وضحى» البدوية التي تهرب من فقرها إلى العمل في سوق الحريم فتصبح أكبر تاجراته. وصولًا إلى «عطوة» التي تفر فعلا من قريتها الصغيرة لتصبح فتاة أخرى باسم وقدر جديد، حيث تولد في الرياض ضمن حياة جديدة مستقلة بعيدًا عن حياة وشخصيات القرية، قريتها السابقة. تفاصيل الحكاية تحدث في حارة شعبية في منتصف السبعينيات من القرن العشرين، تقع الحارة على «شارع الأعشى» في منطقة منفوحة. تبدأ الرواية بالمرحلة الرومانسية في الأفلام الأسود والأبيض وقصص الحب التي تبدأ فوق الأسطح حيث كانت الناس تنام، ثم تنتهي بتحول جديد يبدأ بعد دخول التلفزيون الملوّن، حيث يتميز هذا التحوّل بمرحلة شحن ديني متطرّف، فيكون أول ضحاياها هو الشاب الجار «سعد» الذي يبحث هو الآخر عن هويته وينتهي به الأمر إلى أن يكون عضوًا في الجماعة السلفية المحتسبة التي قادها جهيمان العتيبي، تلك التي احتلّت المسجد الحرام عام 1979.

## تحويل الرواية إلى مسلسل
في رمضان 2025م حوّلت الرواية إلى مسلسل «شارع الأعشى» الذي عرض على قناة MBC 1، وهو من بطولة  إلهام علي، وخالد صقر، وريم الحبيب، وتركي اليوسف، وعائشة كاي، ولمى عبد الوهاب، وبراء عالم.